# Wereldkampioenschappen moderne vijfkamp 2018
De wereldkampioenschappen moderne vijfkamp 2018 werden gehouden in Mexico-stad in Mexico.

## Medailles

### Mannen
| Onderdeel   | Goud | Goud                                         | Zilver | Zilver                               | Brons | Brons                                            |
| ----------- | ---- | -------------------------------------------- | ------ | ------------------------------------ | ----- | ------------------------------------------------ |
| Individueel | GBR  | James Cooke                                  | FRA    | Valentin Prades                      | UKR   | Pavlo Timosjtsjenko                              |
| Team        | FRA  | Valentin Prades Valentin Belaud Brice Loubet | GBR    | James Cooke Myles Pillage Joe Choong | UKR   | Pavlo Timosjtsjenko Denys Pavlyuk Yuriy Fedechko |
| Relay       | FRA  | Alexandre Henrard Valentin Belaud            | CZE    | Jan Kuf Martin Vlach                 | BUL   | Todor Mihalev Yavor Peshleevski                  |

### Vrouwen
| Onderdeel   | Goud | Goud                                             | Zilver | Zilver                                     | Brons | Brons                                      |
| ----------- | ---- | ------------------------------------------------ | ------ | ------------------------------------------ | ----- | ------------------------------------------ |
| Individueel | BLR  | Anastasia Prokopenko                             | GER    | Annika Schleu                              | FRA   | Marie Oteiza                               |
| Team        | HUN  | Sarolta Kovács Zsófia Földházi Tamara Alekszejev | FRA    | Marie Oteiza Julie Belhamri Élodie Clouvel | GER   | Annika Schleu Janine Kohlmann Anna Matthes |
| Estafette   | BLR  | Anastasia Prokopenko Iryna Prasiantsova          | GER    | Ronja Steinborn Annika Schleu              | GUA   | Sofia Cabrera Sophia Hernández             |

### Gemengd
| Onderdeel | Goud | Goud                           | Zilver | Zilver                          | Brons | Brons                       |
| --------- | ---- | ------------------------------ | ------ | ------------------------------- | ----- | --------------------------- |
| Estafette | GER  | Rebecca Langrehr Fabian Liebig | HUN    | Michelle Gulyás Gergő Bruckmann | FRA   | Emma Riff Alexandre Henrard |

### Medaillespiegel
| Plaats | Land                | Goud | Zilver | Brons | Totaal |
| 1      | Frankrijk           | 2    | 2      | 2     | 6      |
| 2      | Wit-Rusland         | 2    | 0      | 0     | 2      |
| 3      | Duitsland           | 1    | 2      | 1     | 4      |
| 4      | Verenigd Koninkrijk | 1    | 1      | 0     | 2      |
|        | Hongarije           | 1    | 1      | 0     | 2      |
| 6      | Tsjechië            | 0    | 1      | 0     | 1      |
| 7      | Oekraïne            | 0    | 0      | 2     | 2      |
| 8      | Bulgarije           | 0    | 0      | 1     | 1      |
|        | Guatemala           | 0    | 0      | 1     | 1      |
| Totaal | Totaal              | 7    | 7      | 7     | 21     |